# Sale Sharks
Sale Sharks (offiziell Sale Sharks Rugby Union Football Club) ist der Name einer Rugby-Union-Mannschaft, die in der höchsten englischen Liga spielt, der Aviva Premiership. Dabei handelt es sich um einen Ableger des Sale FC aus der Stadt Sale, der aber seine Heimspiele in Salford im Salford Community Stadium austrägt.

## Geschichte
Der Verein wurde 1861 gegründet und ist somit einer der ältesten in ganz England. Seither gehört er zu den führenden Rugby-Union-Vereinen im Norden Englands, wo sonst Rugby League dominiert. Schon früh stellte Sale Spieler für Nationalmannschaften und war besonders in den 1930er Jahren sehr erfolgreich, mit Spielern wie Hal Sever (England), Claude Davey und Wilf Wooller (Wales) sowie Ken Fyfe (Schottland).
1994 stieg Sale in die oberste Liga auf, hatte aber in den ersten Jahren mit Schwierigkeiten zu kämpfen. Zum Finale des Pilkington Cup 1997 in Twickenham, das Sale verlor, reisten zwar über 20.000 Fans an, doch das Interesse ging rasch wieder zurück und in der Meisterschaft war die Zuschauerzahl stets bedeutend geringer. Doch 1999 übernahm der lokale Geschäftsmann Brian Kennedy die Leitung, stellte den Verein auf eine solide finanzielle Grundlage und legte mit der Verpflichtung renommierter Trainer den Grundstein für spätere Erfolge.
2002 gewann Sale den europäischen Pokalwettbewerb Parker Pen Shield (heute EPCR Challenge Cup) mit einem Sieg im Finale gegen den walisischen Verein Pontypridd RFC. 2003 wurde das Unternehmen Cheshire Sports gegründet, eine Dachorganisation mit den Sale Sharks und dem Fußballverein Stockport County. Beide Mannschaften teilten sich neun Jahre lang das Stadion Edgeley Park in Stockport, bis die Sharks schließlich das neu erbaute Salford Community Stadium bezogen. Dieses Stadion in Salford teilen sie sich mit dem Rugby-League-Verein Salford Red Devils, während die Reserve- und Juniorenmannschaften weiterhin das knapp halb so große Stadion an der Heywood Road in Sale nutzen.
Sale unterlag im Finale des Powergen Cup 2004 knapp gegen die Newcastle Falcons. Die Mannschaft konnte hingegen 2005 zum zweiten Mal den Parker Pen Shield gewinnen; im Finale wurde der französische Verein Section Paloise aus Pau bezwungen. Am Ende der Saison 2005/06 lagen die Sale Sharks an der Spitze der Tabelle der Premiership und besiegten im Play-off-Finale in Twickenham die Leicester Tigers mit 45:20, womit sie zum ersten Mal englischer Meister wurden.
Den zweiten großen Titel auf nationaler Ebene errangen die Sharks im Jahr 2020 mit dem Gewinn des Premiership Rugby Cup, in dessen Finale sie die Harlequins mit 27:19 besiegten.

## Erfolge
- Meister Premiership: 2006
- Sieger Premiership Rugby Cup: 2020
- Sieger Parker Pen Shield: 2002, 2005
- Sieger Middlesex Sevens: 1936
- Finalist Anglo-Welsh Cup: 1997, 2004

## Spieler

### Aktueller Kader
Der Kader für die Saison 2019/20:

### Bekannte ehemalige Spieler
| - Bill Beaumont - Sébastien Bruno (Frankreich) - Sébastien Chabal (Frankreich) - Brent Cockbain (Wales) - Ben Cohen - Fran Cotton - Claude Davey (Wales) - Alasdair Dickinson (Schottland) - Eric Evans - Lionel Faure (Frankreich) - Ignacio Fernández Lobbe (Argentinien) - Juan Martín Fernández Lobbe (Argentinien) - Ben Foden - Richie Gray (Schottland) | - Charlie Hodgson - Dafydd James (Wales) - Gavin Kerr (Schottland) - Sisa Koyamaibole (Fidschi) - Rory Lamont (Schottland) - Nicky Little (Fidschi) - Jan Macháček (Tschechien) - Sililo Martens (Neuseeland) - Luke McAlister (Neuseeland) - Mike Hercus (USA) - Dewi Morris - Joe Mycock - James O’Connor (Australien) | - Andy Powell (Wales) - Bryan Redpath (Schottland) - Jason Robinson - Pat Sanderson - Hal Sever - Andrew Sheridan - Josh Strauss (Schottland) - Mathew Tait - Mark Taylor (Wales) - Richie Vernon (Schottland) - Jason White (Schottland) - Paul Williams - Trevor Woodman |